# Microphotus dilatatus
Microphotus dilatatus är en skalbaggsart som beskrevs av Leconte 1866. Microphotus dilatatus ingår i släktet Microphotus och familjen lysmaskar. Inga underarter finns listade i Catalogue of Life.